# Yoo Jae-Seok
Yoo Jae-Suk (hangul: 유재석) också stavat Yu Jae-Seok, född 14 augusti 1972, är en sydkoreansk komiker och programledare. Hans popularitet i hemlandet har lett till smeknamnet "nationens programledare" och han röstades fram som den mest populära koreanska komikern fem år i rad under åren 2004-2008.

## Biografi
Jae-Suks TV-debut var på KBS komedifestival för collegestudenter 1991, där han gjorde en parodi på en reklam tillsammans med Choi Seung-Gyung (hangul: 최승경). I Infinite Challenge, där han dansade till en cover av låten "Step by Step" av New Kids on the Block anses vara ett av hans första uppmärksammade framträdanden. Efter nio år blev han programledare för Live and Enjoy Together (Dong-guh-dong-lak), efter en rekommendation av Choi Jin-Sil. Programmet blev en succé och därefter blev han programledare för flera andra program.
Sen den 15 juni 2008 Yoo är tillsammans med Lee Hyori, Yoon Jong-Shin, Lee Chun Hee, Kang Dae-Sung, Park Ye-Yin och Kim Jong Kook (sedan avsnitt 19) programledare och familjemedlemmar i  Family Outing.
Sedan den 11 juli 2010, är han programledare för tv-programmet Running Man tillsammans med Ji Suk Jin, Kim Jong Kook, Gary, Ha Dong Hoon/Haha, Song Ji-hyo, och Lee Kwang-Soo

## Filmografi

### Programledare
Pågående program
- MBC: Infinite Challenge (sedan 2005)
- MBC: Yoo Jae-Suk & Kim Won-Hee's Come To Play (sedan 2004)
- KBS2: Happy Together (sedan 2007)
- SBS: Good Sunday - Running Man (sedan 2010)

Tidigare program
- SBS: Good Sunday - Family Outing (일요일이 좋다 - 패밀리가 떴다 2008–2010)
- SBS: Good Sunday - Miracle Contestant (일요일이 좋다 - 기적의 승부사 2007–2008)
- SBS: Good Sunday - Old TV (일요일이 좋다 - 옛날TV, 2007–2007)
- SBS: Good Sunday - Haja Go! (Let's Do It!) (일요일이 좋다 - 하자고! 2007–2007)
- SBS: Yoo Jae-Suk's Truth Game (유재석의 진실 게임 2005–2007)
- SBS: Real Situation Saturday/Good Sunday - X-Man (실제상황! 토요일/일요일이 좋다 - X맨 2003–2006)
- KBS2: Happy Together Friends (해피 투게더 프렌즈 2005–2007)
- SBS: Good Sunday - New X-Man (일요일이 좋다 - 뉴 X맨 2006–2007)
- KBS2: Happy Together - Tray Singing Room (Karaoke) (해피 투게더 - 쟁반 노래방 2004–2005)
- KBS: Dangerous Invitation (위험한 초대 2003)
- MBC: ! Exclamation Mark - Read a Book! Book! Book! (!느낌표 - 책!책!책을 읽읍시다!)
- KBS2: Super TV Enjoy Sunday - Host Big Match (슈퍼TV 일요일은 즐거워 - MC 대격돌)
- MBC: Achievable Saturday - Star Survival Donggeodongrak (Live and Fun Together) (목표달성 토요일 - 스타 서바이벌 동거동락 2000–2001)

### Ståuppkomiker i tv
- 2001 Open Gag Concert
- 2002 Jubilee Gag Concert
- 2002-03 G-Family Gag Concert
- 2004 Gag Family Concert

### Serier
- 2000-01 KBS Great Friends
- 2008 MBC Lee-San
- 2009 MBC The Queen of Assistance

### Filmer
- 1994 Tyranno's Toenail
- 2008 Bee Movie (Koreansk dubbning som Barry B. Benson)
- 2009 White Tuft, the Little Beaver (Koreansk dubbning som berättare och uggla)

## Radioframträdanden
- 2000 [KBS] FM Date
- 2000 [MBC] FM Plus
- 2000 [MBC] Lee Hui-Jae's Starry Night
- 2001 [MBC] Wishlist Songs Playing at Noon
- 2003 [MBC] A Date at 2pm
- 2005 [MBC] Wishlist Songs Playing at Noon
- 2005 [MBC] Defeat the Boredom
- 2005 [Seoul Broadcasting System|SBS] Haha's Ten Ten Club
- 2005 [Seoul Broadcasting System|SBS] All Thanks to You
- 2006 [MBC] Wishlist Songs Playing at Noon
- 2006 [MBC] Park Myung-Soo's Fun Fun Radio
- 2006 [Seoul Broadcasting System|SBS] No Hong-Chul's Our Belated Youthful Days
- 2007 [MBC] Park Myung-Soo's Fun Fun Radio (Telefon)
- 2007 [MBC] Park Myung-Soo's Fun Fun Radio
- 2007 [MBC] Yoon Jong-Shin's A Date at 2pm
- 2008 [MBC] Park Myung-Soo's A Date at 2pm
- 2008 [MBC] Park Kyung-Rim's Starry Night
- 2009 [Seoul Broadcasting System|SBS] Song Eun-Eee, Shin Bong-Suns' Dong Go Dong Rak (med Noh Hong-cheol)

## Diskografi
- 2006 "All You Need Is Love" - med Infinite Challenges medlemmar
- 2007 "If I Do It or Not" (하나마나송) - med Noh Hong-chul
- 2007 "Fascination of Samba" (삼바의 매력) - en del av Infinite Challenge Song Festival (강변북로 가요제)
- 2009 "The Family's Day" (패밀리의 하루) - med Family Outing-medlemmar
- 2009 "Let's Dance" - en del av Infinite Challenge Olympic Road Duet Song Festival med Tiger JK & Yoon MiRae (올림픽대로 듀엣 가요제) som "Future Liger"
- 2011 "Apgujeong Delinquent" (압구정 날라리) - en del av Infinite Challenge West Coast Highway Music Festival med Lee Juck som "Sagging Snail"
- 2013 "Please Don't Go My Girl" - en del av Infinite Challenge Free Highway Music Festival med Yoo Hee Yeol och Kim Jo Han som "How Do Yoo Dul"

## Utmärkelser
- 1991 Inaugural KBS College Student Gag Competition
- 2003 Best TV Presenter, KBS Entertainment Award
- 2003 Best Excellence Award in show/variety category, MBC Entertainment Award
- 2005 Grand Award, KBS Entertainment Award
- 2006 Best TV MC, 18th Korean Broadcast Producers' Award
- 2006 Awarded in TV Entertainment, 42nd Baeksang Arts Award
- 2006 'Speech Award' from Blue Media
- 2006 Grand Award, MBC Entertainment Award
- 2007 Grand Award, MBC Entertainment Award (med Infinite Challenge members)
- 2008 Mnet 20's Choice Awards
- 2008 Grand Award, SBS Entertainment Award
- 2009 Grand Award, MBC Entertainment Award
- 2009 Grand Award, SBS Entertainment Award (med Lee Hyo-ri)
- 2010 Grand Award, MBC Entertainment Award
- 2011 MC Award, MBC Entertainment Award
- 2011 Grand Award, SBS Entertainment Award

## Reklam
- 1998 OB Lager Beer
- 2000 New Century I-Touch 017
- 2002 Bando Sports
- 2003 Gold Feel
- 2007 Shinhan
- 2007 NeNe Chicken
- 2007 TG Sambo Computer
- 2007 TG Sambo Computer - LUON Crystal
- 2008 Shinhan Group (andra)
- 2008 NeNe Chicken (andra)
- 2008 S-Oil
- 2009 Giordano
- 2009 NeNe Chicken (tredje)
- 2009 Shinhan Group (tredje)
- 2010 ABC Mart

## Andra uppdrag
- 2007 S/S SFAA Seoul Collection Lee Sang-Bong Fashion Show
- 2007 10th Super Korea Cup IDSF Youth Open Dance Sports (Amatör) Jive
- 2008 Participant of Seoul Design Olympic
- 2008 Aerobic 6-Person National Games Event